# Jakob Šolar
Jakob Šolar, jezikoslovec, prevajalec, urednik, duhovnik * 29. april 1896, Rudno pri Železnikih, † 22. junij 1968, Ljubljana.

## Življenje in delo
Rodil se je očetu sodarju Jakobu st. in materi Antoniji (rojena Kavčič). 31. maja 1915 je maturiral na prvi klasični gimnaziji v Ljubljani. Med letoma 1915 in 1919 je študiral bogoslovje in bil leta 1918 posvečen v duhovnika. Od 1919 do 1924 je bil prefekt na zavodu škofijske gimnazije v Šentvidu, istočasno je na Filozofski fakulteti v Ljubljani študiral slovenščino in francoščino in  leta 1922 iz teh dveh predmetov opravil filozofsko-pedagoški izpit. V Strasbourgu se je izpopolnjeval v francoščini, v Mostarju se je učil srbohrvaščine, zatem pa se strokovno izpopolnjeval in specializiral v Parizu. V vseh teh letih je opravljal različne fonetične raziskave na Collège de France, Institut catholique littéraire in Sorboni, kjer se je ukvarjal z jezikoslovnim zemljepisom, primerjalnim jezikoslovjem in zgodovinsko slovnico. Leta 1944 je bil aretiran in odpeljan v Dachau, od koder se je vrnil 11. junija 1945. Decembra leta 1945 ga je SAZU predlagala za profesorja na katedri ljubljanskih gimnazij, hkrati pa je na SAZU tudi delal, kjer naj bi bil glavni ekscerptor za veliki Slovar slovenskega knjižnega jezika in glavni pomočnik pri redakciji predelanega in dopolnjenega Pleteršnikovega slovarja. 
Po Ramovševi smrti so ga odpustili in po montiranem političnem procesu zaprli z obtožbo narodnega izdajstva (1952). Po izpustitvi je leta 1958 postal kanonik ljubljanskega kapitlja in ravnatelj škofijske gimnazije v likvidaciji, leta 1965 prelat in kot pobudnik njegove ustanovitve tudi častni član Slavističnega društva Slovenije. Umrl je v Ljubljani. 1929 je bil odlikovan z redom zlatih palm, ki mu ga je dodelilo francosko ministrstvo za prosveto, 1965 pa je postal častni član Slavističnega društva Slovenije. Umrl je nekaj mesecev pred zlato mašo v Ljubljani, pokopan pa je pri sv. Križu.

### Znanstveni in jezikoslovni prispevki
V glasoslovju je na podlagi kimografskih zapisov v glavnem svojega izgovora ugotovil nazalizacijski vpliv nosnikov na njihovo glasovno, posebno samoglasniško okolje in priporniški značaj glasu n pred s in š. S priporniškim značajem glasu n je razlagal nekatere pojave iz Ramovševega Konzonantizma. V posebni razpravi je zagovarjal fonetični razvoj zobniških zapornikov in pripornikov v šumnike oziroma nebnike. Že v tretji izdaji Breznikove slovnice (1924) je opisal tvorbo slovenskih knjižnih glasov in obravnaval naravo besednih tonemov. Glasoslovje je obravnaval tudi v slovnicah iz 1940, 1947, 1956 ter v Slovenskem pravopisu 1962, deloma tudi že v SP 1950.
V oblikoslovju mu  pripisujejo prislov v Slovenski slovnici 1947, v manjši meri tudi števnik in zaimek, pri glagolu pa obširnejšo obdelavo deležnika, namenilnika in glagolnika. Za izdajo 1956 je pripravil poglavje Besedne prvine in obdelal splošne oblikoslovne kategorije, kot so besedne vrste, sklon, število, spol, oseba in glagolski vid. V SP 1950 je obdelal predlog, za izdajo 1962 pa nekatere veznike. 
S skladnjo se je bolj malo ukvarjal, je pa poleg razprave o vezniku napisal še nekaj o nikalnici. 

### Jezikoslovna dela
Skupaj z Breznikom je ocenil Ramovšev Konzonantizem, sam pa je ocenil Dialektološko karto slovenskega jezika, Bezlajev Oris slovenskega knjižnega izgovora in Bajčevo Besedotvorje slovenskega jezika. Poročal je še o Breznikovih Slovenskih slovarjih, o Mušićevi Negaciji ni in Mahničevi Živi slovenščini.
Bil je urednik Detelovih izbranih spisov. Pomembna je njegova obdelava Finžgarjevega Študent naj bo in uvoda k Sovretovemu prevodu Avguštinovih Izpovedi ter k Župančičevemu prevodu Hofmannsthalovega Slehernika.
Napisal je približno 40 krajših ocen, poročal o domačih in tujih slovstvenih delih in dogodkih. Zlasti redno je poročal o zbirki Cvetje iz domačih in tujih logov. 
Posebno poglavje so pri Šolarju življenjepisi, kjer je pisal o Brezniku, Jegliču, Škrabcu, Finžgarju, Preglju, Porenti, Debevcu in Ramovšu.
Bil je glavni sodelavec in organizator za pisanje slovenskih čitank za nižje razrede srednjih šol in za meščansko šolo. Odločno se je bojeval proti poskusom, da bi se izdaja šolskih knjig državno poenotila, s čimer bi slovenske knjige izgubile narodno-vzgojni slovenski značaj. Prizadeval si je za ločitev pouka slovenske in srbohrvaške književnosti v višjih razredih srednje šole. Kot profesor slovenščine in francoščine na gimnaziji je oblikoval duhovni lik dijaka v smislu personalizma. V zvezi s tem je urejal revijo Križ in se tudi drugače udejstvoval v mladinskem gibanju.
Pred vojno je organiziral zbiranje jezikovnega gradiva za slovar slovenskih krajevnih imen in bil večkrat svetovalec pri raznih strokovnih terminologijah.

### Šolar-Fabijanov proces
Kot stolni kanonik in član SAZU je bil Jakob Šolar tudi žrtev enega vidnejših montiranih procesov, s katerimi je partija po vojni utrjevala svojo oblast. Decembra 1952 je bil - osem let po dachauski izkušnji - znova aretiran. Na tako imenovanem Šolar-Fabijanovem procesu, ki se je začel konec istega leta in končal na Silvestrovo, je bil pred Okrožnim sodiščem v Ljubljani skupaj z njim obtožen dr. Janez Fabijan, profesor na Teološki fakulteti. Za tiste čase značilna obtožnica je Šolarju očitala »izdajalsko delo med vojno«, po vojni pa »povezovanje z emigrantskimi agenti«, zlasti z disidentskim novinarjem Francem Jezo, ki je prav tako preživel Dachau in je leta 1948 iz Ljubljane pobegnil v Trst. Proces so spremljali orwellovsko intonirani članki v Slovenskem poročevalcu - »Izdajalec Jakob Šolar končno razkrit,« SP 7. 9. 1952; »Kaj je z izdajalcem Šolarjem?« SP 30. 9. 1952; »Kombinacije zagrizenega sovražnika,« SP 23. 11. 1952; »Izdajalec Jakob Šolar pred sodiščem,« SP 30. 12. 1952; »Obsodba Jakoba Šolarja in ostalih obtožencev,« SP 31. 12. 1952 - ter javnost prepričevali, da je Šolar v svoje delo vpeljal tudi Fabijana, ki pa je na koncu vse skupaj celo »priznal in se zahvalil Upravi državne varnosti, da mu je pomagala pri prekinitvi stikov s temi agenti.« Šolar je bil »obsojen« na 10 let strogega zapora, Fabijan pa na 6 let; kasneje so jima kazen zmanjšali za polovico. Pod političnimi pritiski je klonila tudi SAZU, kjer je bil Šolar do takrat zaposlen, in je enega svojih najvidnejših slavistov, naslednika profesorja Ramovša, preprosto »odslovila« (SP 23. 11. 1952).

## Izbrana bibliografija
- Kaj je z našo ljudsko povestjo? Celje: Družba sv. Mohorja, 1939. (COBISS)
- F. S. Finžgarju ob osemdesetletnici. Ljubljana, 1951. (COBISS)
- Nova knjiga o škofu Baragu. Misli, 17/9 (1968). 243, 256. (COBISS)
- Zadnje besede prof. Šolarja o škofu Baragu. Misli, 17/11 (1968). 334. (COBISS)
- Soavtorstvo s Francem Jakličem Friderik Baraga. 3., izpopolnjena izdaja. Celje: Mohorjeva družba, 1968 (COBISS)
- Soavtorstvo z Antonom Bajcem, Rudolfom Kolaričem, Mirkom Ruplom, Antonom Breznikom, Antonom Sovréjem Slovenska slovnica   za tretji in četrti razred srednjih in sorodnih šol. Ljubljana: Slavistično društvo, 1940. (COBISS)
- Soavtorstvo s Francem Kotnikom Crobathov prepis Drabosnjakovega Marijinega pasijona. Ljubljana: Slavistično društvo, 1941. (COBISS)
- Eugène Brieux: Rdeča suknja. Celje: Družba sv. Mohorja, 1931. (COBISS)
- François Mauriac: Gobavca je poljubila. Ljubljana: Jugoslovanska knjigarna, 1931. (COBISS)
- Francis Jammes: Gospod Ozeronski. Ljubljana: Jugoslovanska knjigarna, 1932. (COBISS)
- Georges Bernanos: Dnevnik vaškega župnika. Ljubljana: Hram, 1939. (COBISS)
- Prosper Mérimée: Colomba. Ljubljana: Uredništvo Slovenca, 1922. (COBISS)
- Blaise Pascal: Misli. 3., pregledana izdaja.  Celje: Mohorjeva družba, 1999. (COBISS)
- Aurelius Augustinus: Izpovedi. Celje: Mohorjeva družba, 1978. (COBISS)
- Anton Martin Slomšek: Blaže in Nežica v nedelskej šoli. Faksimile izd. iz leta 1857. Celje: Mohorjeva družba, 1991. (COBISS)
- Hugo von Hofmannsthal: Slehernik. Celje: Družba sv. Mohorja, 1934. (COBISS)
- Anton Breznik: Življenje besed. Maribor: Obzorja, 1967. (COBISS)
- Fran Detela: Zbrano delo. Celje: Mohorjeva družba, 1962–1972. (COBISS)
- Fran Detela: Zbrani spisi. Celje: Družba sv. Mohorja, 1932–1939. (COBISS)
- Anton Breznik: Jezik naših časnikarjev in pripovednikov. Zbirka Cvetje iz domačih in tujih logov. Ljubljana: Družba sv. Mohorja, 1944. (COBISS)